# Mỹ Bình, Đức Huệ
Mỹ Bình là một xã thuộc huyện Đức Huệ, tỉnh Long An, Việt Nam.

## Địa lý
Xã Mỹ Bình nằm ở phía tây huyện Đức Huệ, có vị trí địa lý:
- Phía đông giáp các xã Mỹ Thạnh Đông và Bình Hòa Bắc
- Phía tây giáp Campuchia
- Phía nam giáp các xã Bình Thành và Bình Hòa Hưng
- Phía bắc giáp xã Mỹ Thạnh Tây.

Xã có diện tích 41,69 km², dân số năm 2003 là 3.509 người, mật độ dân số đạt 84 người/km².

## Hành chính
Xã được chia thành 6 ấp: 1, 2, 3, 4, 5, 6.

## Lịch sử
Địa bàn xã Mỹ Bình trước đây là một phần xã Bình Thành.
Ngày 24 tháng 3 năm 1994, Chính phủ ban hành Nghị định số 27-CP. Theo đó, thành lập xã Bình Hòa Hưng trên cơ sở một phần diện tích và dân số của xã Bình Thành.
Ngày 15 tháng 5 năm 2003, Chính phủ ban hành Nghị định số 50/2003/NĐ-CP. Theo đó, thành lập xã Mỹ Bình trên cơ sở 3.070 ha diện tích tự nhiên và 2.858 người của xã Bình Thành, 1.099 ha diện tích tự nhiên và 651 người của xã Bình Hòa Hưng.
Sau khi thành lập, xã Mỹ Bình có 4.169 ha diện tích tự nhiên và 3.509 người.